# Huziiv, Bolehiv
Huziiv (în ucraineană Гузіїв) este o comună în orașul regional Bolehiv, regiunea Ivano-Frankivsk, Ucraina, formată numai din satul de reședință.

## Demografie
Componența lingvistică a comunei Huziiv
     Ucraineană (99,91%)
     Alte limbi (0,09%)
Conform recensământului din 2001, majoritatea populației comunei Huziiv era vorbitoare de ucraineană (99,91%), existând în minoritate și vorbitori de alte limbi.